# Vestslesvigsk gård
Den vestslesvigske gård er en sideform af den sønderjyske eller slesvigske gård, som er udbredt i området omkring Tønder og på de danske vadehavsøer. Den modsvarer syd for grænsen Frisergården. 
Den vestslesvigske gård er typisk bygget i øst-vest orientering af hensyn til vestenvinden. Indgangsdøren er placeret ved gårdens vindbeskyttede sydside. Et typisk træk for den sydvestjyske byggeskik er den spidse frontkvist, der sidder over indgangsdøren. Bag indgangsdøren er der ofte en gennemgående gang (e Framgol), der adskiller beboelsesdelen fra stald og udhus. Længen med beboelsesrum og stald kan stå alene eller den kan være en del i et vinkelbygget, tre- eller firelænget bygningskompleks. De er opført i egnstypiske  tegl der kan variere i farven fra mørk sintret brun-violet til lys rød. Taget er typisk halvvalmet, tækket med strå og forsynet med arkengab.